# Christian Lefèbvre
Pour les articles homonymes, voir Lefèbvre.
Christian Lefèbvre (né le 7 mai 1951,) est un coureur cycliste français, actif dans les années 1970 et 1980.

## Biographie
Bon rouleur, Christian Lefèbvre fut l'un des meilleurs éléments de l'AC Sotteville. Il remporte le Grand Prix de France en 1976 et la Flèche d'or à trois reprises, avec son coéquipier Jean-Paul Letourneur. Son palmarès compte également trois titres de champion de France du contre-la-montre par équipes, acquis avec le comité de Normandie.
En 1974, il est sélectionné en équipe de France pour participer au championnat du monde du contre-la-montre par équipes, à Montréal. Avec ses coéquipiers tricolores, il se classe quatorzième, à plus de neuf minutes des Suédois.

## Palmarès
| - 1971 - Deux Jours cyclistes de Machecoul - 1974 - Champion de France des comités - Grand Prix Michel-Lair - 1975 - 2e du championnat de France des comités - 1976 - Flèche d'or (avec Jean-Paul Letourneur) - Grand Prix de France - 2e du Grand Prix de Gerponville - 2e du Chrono Madeleinois - 1977 - Champion de France des comités - Flèche d'or (avec Jean-Paul Letourneur) - 1978 - Champion de France des comités - 2e du Chrono Madeleinois - 3e du Grand Prix de Luneray | - 1979 - Rouen-Gisors - 2e du championnat de France des comités - 1980 - 2e du championnat de Normandie sur route - 1983 - 2e du championnat de France des comités - 1984 - 2e du championnat de Normandie sur route - 2e du Duo normand (avec Jean-Paul Letourneur) - 3e du championnat de France des comités - 1987 - 3e du championnat de France des comités |  |